# Ain Ehel Taya
'Ain Ehel Taya è un comune della Mauritania situato nella regione di Adrar. Fa parte del dipartimento di Atar e nel censimento della popolazione del 2000 contava 5.653 abitanti .